# Domingo Esteso
Domingo Esteso López (San Clemente, Cuenca, España, 1882 - Madrid, 1937) fue un lutier español formado inicialmente en el taller de Manuel Ramírez en Madrid. 
En 1915, Domingo Esteso abrió su propio taller en Madrid junto a su esposa Nicolasa Salamanca que barnizaba las guitarras. Esteso fue responsable de la formación de sus sobrinos y maestros guitarreros Faustino, Mariano y Julio Conde, conocidos como Hermanos Conde. Estos en turno formaron a Felipe Conde y Mariano Conde, representantes de la tercera generación de constructores de guitarras españolas por esta familia. Domingo Esteso y sus sucesores representan unos de los máximos exponentes de la historia de la guitarra española, avalados por casi todos los artistas importantes en el mundo de la guitarra que tocan sus instrumentos.

## Historia
Domingo Esteso López nació en San Clemente (Cuenca) en 1882.  Aprendió el oficio bajo la tutela de Manuel Ramírez en su taller de Madrid. En este mismo taller coincidió trabajando con Modesto Borreguero, Enrique García y Santos Hernández convirtiéndose en sucesores destacados del taller del ilustre maestro guitarrero Manuel Ramírez. En 1915, Domingo Esteso se independizó y abrió su propio taller en C/ Gravina, 7 de Madrid, junto a su mujer Nicolasa Salamanca que barnizaba las guitarras. Domingo Esteso introdujo sus propias innovaciones a la construcción de sus guitarras que se destacan por su impecable trabajo, sencillez estética, inmejorables materiales, ligereza y sobre todo su sonido limpio y brillante, a veces calificado como «antiguo». 
Sus sobrinos Faustino y Mariano Conde ingresaron en el taller en 1926 y 1929 respectivamente y aprendieron el oficio; más tarde, con la llegada al taller de su hermano Julio llegarán a ser conocidos como Hermanos Conde. Domingo Esteso falleció a causa de una infección respiratoria y falta de penicilina en 1937 en plena guerra civil. La tradición establecida por Esteso continuó en el mismo taller bajo la dirección de Faustino y Mariano Conde y Nicolasa Salamanca que falleció en 1959. Más adelante Faustino y Mariano, ya reconocidos maestros guitarreros, formarán a Felipe Conde y Mariano Conde (hijos de Mariano). Mientras que Julio Conde abrió un nuevo taller en la calle Atocha 53.